# Saunametsa
Saunametsa este o arie protejată (arie specială de conservare — SAC, sit de importanță comunitară — SCI) din Estonia întinsă pe o suprafață de 10 ha, integral pe uscat.

## Localizare
Centrul sitului Saunametsa este situat la coordonatele 58°13′34″N 24°51′53″E / 58.2261°N 24.8647°E.

## Înființare
Situl Saunametsa a fost declarat sit de importanță comunitară în aprilie 2004 pentru a proteja 1 specie de plante. Situl a fost protejat și ca arie specială de conservare în ianuarie 2006.

## Biodiversitate
Situată în ecoregiunea boreală, aria protejată conține 1 habitat natural: Taiga vestică.
La baza desemnării sitului se află o specie protejată de  plante: turiță (Agrimonia pilosa).